# Piz Lischana
Piz Lischana – szczyt w Sesvennagruppe, części Alp Retyckich. Leży we wschodniej Szwajcarii, w kantonie Gryzonia.
Na południowy zachód od szczytu, na wysokości 2500 m, znajduje się schronisko Lischana. Na południowy wschód od szczytu znajduje się lodowiec "Vadret da Triazza", największy w tym rejonie. Niedaleko znajduje się wioska Scuol.